# Nick Kuman
Pour les articles homonymes, voir Kuman.
Nick Kopia Kuman est un homme politique papou-néo-guinéen.

## Biographie
Titulaire d'une licence de science appliquée (spécialisée en gestion environnementale) de l'université occidentale de Sydney, il travaille dans l'administration publique du District de la capitale nationale de Papouasie-Nouvelle-Guinée.
Il entre au Parlement national comme député indépendant de la circonscription de Gumine aux élections de 2002. Il rejoint le parti Congrès national populaire après son élection, et en août 2003 est fait ministre de la Culture et du Tourisme dans le gouvernement de Sir Michael Somare, jusqu'en mai 2004. Ce ministère lui est à nouveau confié en janvier 2007, mais il perd son siège de député, et donc son ministère, aux élections de juin-juillet. Aux élections de 2012 il est à nouveau déclaré perdant dans sa circonscription, mais est reconnu élu à l'issue d'un recompte des voix en novembre 2013. En février 2014 il est nommé ministre de l'Éducation dans le gouvernement de Peter O'Neill. Il conserve ce poste après les élections de 2017. Comme plusieurs autres ministres, il change de camp en mai 2019, rejoignant les bancs de l'opposition et permettant ainsi à James Marape de former un gouvernement. Il y est nommé en juin Ministre de l'Enseignement supérieur, de la Recherche, des Sciences et des Technologies, mais est écarté du gouvernement lors d'un remaniement ministériel en novembre 2020.